# Catshuis
 O Catshuis, inicialmente conhecido como Huis Sorgvliet, é a residência oficial do primeiro-ministro dos Países Baixos. Construído entre 1651 e 1652 para Jacob Cats. 
Encontra-se na sede governamental Haia, na estrada para Scheveningen. É a residência oficial do primeiro-ministro dos Países Baixos desde 1963, embora Dries van Agt tenha sido o último primeiro-ministro a viver no edifício. O atual primeiro-ministro Mark Rutte vive em um apartamento no centro de Haia, mais perto de seu escritório, o Torentje no Binnenhof. A residência é atualmente usada para abrigar reuniões políticas e receber convidados oficiais. 

## História
Como Huis Sorgvliet foi construído no local de uma antiga fazenda, provavelmente parte dos aposentos foram incorporados à ala esquerda, por Jacob Cats (1577-1660), um proeminente poeta e político que viveu lá desde 14 de julho de 1652. Originalmente, tinha apenas um andar. 
Em 1675 a propriedade Sorgvliet entrou em posse de Hans Willem Bentinck, camareiro do futuro Rei-Estadista William III (1650-1702). Seu filho, Willem Bentinck, tinha um sino de bronze e uma torre instalada em 1738. 
Em conformidade com as normas modernas de segurança, logística, climatização, higiene, conforto e aspectos técnicos de gestão, foi amplamente renovado de 1999 a 2004. 